# Öffentliche Vorführungen der Schweizer Luftwaffe
Öffentliche Vorführungen der Schweizer Luftwaffe dienten der Leistungsschau der Mittel der Schweizer Flugwaffe im Inland und ab Mitte der 1970er-Jahre auch im Ausland. Als Flugschau der nunmehr umbenannten Schweizer Luftwaffe wurde erstmals im Jahr 1989 eine Flugschau wahrgenommen, bis dahin waren vor allem, wie übrigens auch bei diesem Anlass, Jubiläen gefeiert worden; 1989 war das das 75-jährige Bestehen der Luftwaffe. Im Gegensatz zum europäischen Ausland sind in der Schweiz jährliche Flugvorführungen auf Staffel-Flugplätzen nicht üblich. Der einzige und letzte jährlich stattfindende Anlass war das öffentliche Fliegerschiessen auf der Axalp. Weitere Vorführungen erfolgen an privat organisierten Flugschauen oder militärischen Flugschauen nur noch in Ausnahmefällen im Ausland. Die Auswahl der berücksichtigten Anlässe erfolgt durch das Kommando der Luftwaffe.

## Geschichte ab den 1950er-Jahren
Am 26. und 27. Mai 1956 fand auf den Flugplätzen Kloten und Dübendorf eine gemeinsame Flugschau statt. Die Schweizer Flugwaffe zeigte unter anderem eine Zwölferformation von Venoms, geflogen von Milizpiloten, und zeigte ein letztes Mal mindestens 4 ihrer P-51 Mustang. Die Schweizer Venom flogen dabei auch Angriffe auf Ziele auf dem Flugplatz Dübendorf, inklusive eines Napalm-Abwurfs. In Kloten konnte am Boden eine Tu-104, eine Noratlas und eine B-47 besichtigt werden. Ein weiterer Programmpunkt war ein Überflug von vier B-47-Bombern, im Weiteren machten zwei Vickers Valiant einen Überflug. Globemaster II Flugzeuge waren sowohl in Kloten als auch Dübendorf gelandet, dasselbe galt für Fairchild C-119-Transportmaschinen. In Dübendorf stand zudem eine Sikorsky H-19B. Weitere Flugdemonstrationen umfassten die Black Arrows auf den damals in der Schweiz noch nicht eingeführten Hawker Hunter, die Patrouille de France mit Mystère-Flugzeugen, die Skyblazers auf F-86 sowie Flugzeuge der Typen F-86D, F-84F, und F-100. 400'000 Menschen sahen die Flugzeuge an diesen zwei Tagen.
Ab 1959 fanden öffentliche Flugvorführungen während der Armeeflug-Meisterschaften (AMEF) in Dübendorf statt, einem Wettkampf, welcher an die Tradition der Vorkriegs-Wettfliegen anschloss, welche damals allerdings noch international durchgeführt worden waren. Die AMEF fand traditionell in Dübendorf statt, bis zur Durchführung der Meisterschaften 2003 in Emmen hatte sich der Anlass wieder gewandelt: Am alle zwei Jahre stattfindenden Anlass mit dem Namen «Swiss Air Force Competition» waren nun auch Teams aus dem Ausland zugegen, so aus Deutschland, Österreich und Frankreich.
Neben den Flugvorführungen der AMEF wurden Waffendemonstrationen auf verschiedenen Waffenplätzen geflogen, eine Mischform war im Jahr 1982 zu sehen als während der AMEF in Dübendorf die Flugvorführungen auf dem Waffenplatz von Frauenfeld anlässlich der Wehrschau F82 stattfanden.
Im Jahr der Landesausstellung 1964 fanden diverse Vorführungen des Hunter-Verbandes der im April offiziell gegründeten Patrouille Suisse statt, so auch bei einer Flugschau in Dübendorf.
Die Flugwaffe führte sodann Überflüge bei militärischen Anlässen wie Defilees oder Wehrschauen durch. An zwei Tagen im März 1979 bildete eine Wehrvorführung mitten in der Stadt Zürich den Abschluss einer Gesamtverteidigungsübung sowie des Manövers «Knacknuss» des FAK 4, ergänzt durch Teile der Flieger- und Fliegerabwehrtruppen. Im Gesamten kamen 92 Flugzeuge und Helikopter zum Einsatz, dabei flogen Flugzeuge Angriffe auf Ziele im Seebecken. Kleinere Vorführungen gab es an den Tagen der offenen Türe bei den Fliegersoldaten-Rekrutenschulen.
Am 30. und 31. August 1985 fand in Dübendorf die AMEF statt mit Vorführungen, welche gleichzeitig zur Feier des 75-Jahre Jubiläums des Flugplatzes Dübendorf diente.
Ein weiteres solches Jubiläum, nämlich jenes zu «25 Jahre Flugwaffe» wurde am 25. September 1993 in Payerne gefeiert mit Flugvorführungen und einem Anlass mit dem Namen Jubila. Bei diesem Anlass waren auch zwei F/A-18 der U.S. Navy anwesend.
Infolge der Finanzierungsengpässe in den 2020er-Jahren bei der Schweizer Armee kündigte die Gruppe Verteidigung im November 2024 weitere Sparmassnahmen per 1. Januar 2025 an, etwa die Sistierung der F/A-18 Hornet Solo Display. Darüber hinaus werde die Anzahl an Vorführungen und Ausstellungen insgesamt – sowohl am Boden wie in der Luft – halbiert.

## Aktuelle Vorführungen

### Patrouille Suisse
Das Aushängeschild der Schweizer Luftwaffe bilden die Formationsvorführungen von jeweils 6 Jets, seit 1995 vom Typ F-5E Tiger II. Die Patrouille Suisse bekam ihren Namen im Jahre 1964 während der Vorführungen an der Expo 1964. Schon zuvor waren jeweils 4 Flugzeuge vom Typ Hawker Hunter als Doppelpatrouille mit 4 Flugzeugen von Berufs-Piloten der Staffel 1 vorgeflogen worden. 1992 hatten die Hunter mit Ausnahme der Patrouille Suisse-Flüge den Flugplatz Dübendorf verlassen – ab 1993 flog die Patrouille Suisse ihre Trainings ab Emmen. Häufig wird in Wangen-Lachen trainiert, traditionell Montags. Die Patrouille Suisse soll vorläufig bis 2027 auf dem F-5 Tiger weiterfliegen.

### PC-7-Team
Das PC-7 Team wurde 1989 in Payerne zum 75-Jahr-Jubiläum der Schweizer Luftwaffe gegründet. Es fliegt mit 9 Propellerflugzeugen des Typs Pilatus PC-7 und tritt auch im Ausland auf.

### Super Puma Display Team

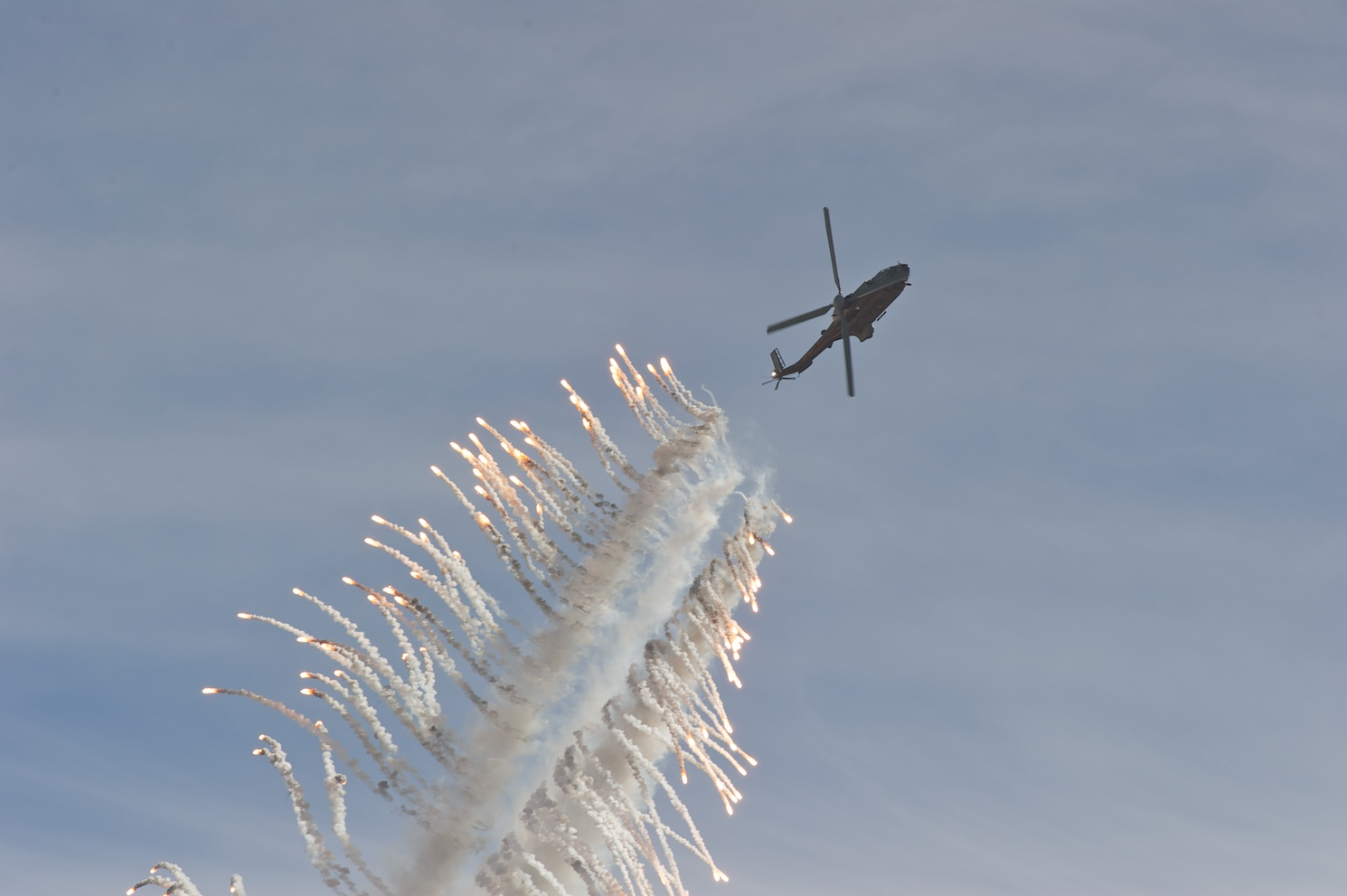
Vorführung eines Cougar auf der Axalp

Bei den Helikoptervorführungen der AS332M1 Super Puma oder AS532UL Cougar der Schweizer Luftwaffe wird die Leistungsfähigkeit vorgeführt sowie oft ein Löscheinsatz. Ab der Einführung der AS532UL Cougar kamen auch diejenigen Maschinen bei Vorführungen zum Einsatz, welche zum Abschuss von Infrarot-Täuschkörpern ausgerüstet waren und damit ihre Vorführung eröffneten, beispielsweise beim Fliegerderschiessen auf der Axalp.

### Fallschirmaufklärer Kompanie 17
Bei offiziellen Anlässen werden Fallschirm-Absprünge mit Punktlandung von Fernaufklärern der Fallschirmaufklärer Kompanie 17 demonstriert.

### Weitere vorgeflogene Flugzeugtypen
PC-21
Die PC-21-Flugzeuge der Luftwaffe werden bei verschiedenen Anlässen der vorgeführt (z. B. zur 50 Jahre Helibasis Alpnach Feier 2014).
PC-9
Mit den Pilatus PC-9-Flugzeuge der Schweizer Armee wurde vereinzelt bei Anlässen der Luftwaffe der Schleppsack vorgeführt, allenfalls in Kombination mit der Oerlikon 35-mm-Zwillingskanone, so im Jahr 2011 in Dübendorf am Jubiläum 75 jahre Flab, mit Zerfallsmunition.
Pilatus PC-6 Turbo-Porter
Mit den Pilatus Turbo-Porter Flugzeugen werden bei offiziellen Anlässen Fallschirm-Absprünge von Fernaufklärern der Fallschirmaufklärer Kompanie 17 demonstriert. Im Weiteren gehören die Kurzstart- und Kurzlandeeigenschaften der Maschine auch abseits einer Piste zur Flugdemonstration.
EC-635
Die Helikopter vom Typ EC-635 werden bei Anlässen der Armee vor geflogen. Es werden Aussenlastentransporte, Löscheinsätze mit dem Bambi Bucket, das Absetzen von Diensthunden und die Windenrettung demonstriert. Vereinzelt wurde das Absetzen von Sonderkräften mit dem Fastrope Verfahren gezeigt.
Beechcraft King Air, Pilatus PC-24 und Cessna Citation
Die Beechcraft King Air, die Cessna Citation und die Pilatus PC-24 der Schweizer Luftwaffe kommen bei Demonstrationen von Luftpolizeieinsätzen als das zu kontrollierende Ziel zum Einsatz.
Drohnen KZD 85
Die KZD 85 wird mit Katapultstart vorgeführt. Je nachdem wie die Wetterverhältnisse sind, wird eine Landung am Fallschirm oder eine Gleitlandung auf Gras vorgeführt.

## Frühere Vorführungen
ADS-95
Die ADS-95 wurde meist mit dem Start ab Katapult vorgeführt, je nach Anlass wurde das Bild der Drohnen den Zuschauern live auf ein Bildschirm oder auf eine Projektionsfläche übertragen.
Alouette III
Während Jahrzehnten wurde bei Anlässen der Armee ein Duett mit Alouette III vorgeflogen, welches im Jahre 1994 auf eine Viererformation erweitert wurde. Die Viererformation war während etwa 2 Jahren zu sehen, bis die Vorführungen durch die Leitung der Luftwaffe nicht mehr unterstützt wurden.
Mirage III
Es wurden in der Schweiz sowohl die Mirage-Aufklärerversion Mirage III RS als auch die Jagd-Mirage Mirage IIIS vorgeflogen. Zur Vorführung gehörte oft auch ein zweites Flugzeug, das einen JATO-Start zeigte. Im Jahr 1989 wurde letztmals der SEPR-Raketen-Antrieb der Jäger auf dem Flugplatz Payerne demonstriert. Besondere Bekanntheit erreichte der jeweils erste Überflug durch zwei Mirage-Aufklärer zur Eröffnung des Programms auf der Axalp, wobei das führende und abdrehende Flugzeug zusammen mit den Zuschauern jeweils vom zweiten Flugzeug fotografiert wurde.
Pilatus P-3
Vor der Einführung des Turbo-Trainers Pilatus PC-7 im 1983 wurde ein Kunstflug-Programm auf dem Trainingsflugzeug Pilatus P-3 geflogen, wobei auch Vorführungen mit zwei simultan fliegenden Flugzeugen gezeigt wurden.
Venom
Die DH.112 Venom wurden bis zur Ausmusterung 1983 während AMEF-Vorführungen bei der Flugabwehr-Demonstrationen eingesetzt, wobei die Geschütze des Skyguard-Systems Zerfallsmunition verschossen. In früheren Jahren waren bei Waffendemonstrationen auf Armeeschiessplätzen, aber auch auf den Waffenplätzen Frauenfeld und Bure, sowie sogar auf dem Flugplatz Dübendorf Napalm-Bombenabwürfe durch Venom-Flugzeuge vorgeführt worden.
Vampire
DH.100 Vampire wurden nur ganz gegen Ende ihrer Dienstzeit und vor der anstehenden Ablösung durch die Hawk von der Luftwaffe vorgeflogen, als das Flugzeug bereits eine Kurionsität war.
Hawker Hawk
Die Hawk-Trainer waren während ihrer relativ kurzen Einsatzzeit ebenfalls vorgeflogen worden, jedoch nur an Anlässen der Luftwaffe. Im Jahr 1990 schoss eine Hawk mit der angehängten Bordkanone auf der Axalp.